# João Batista

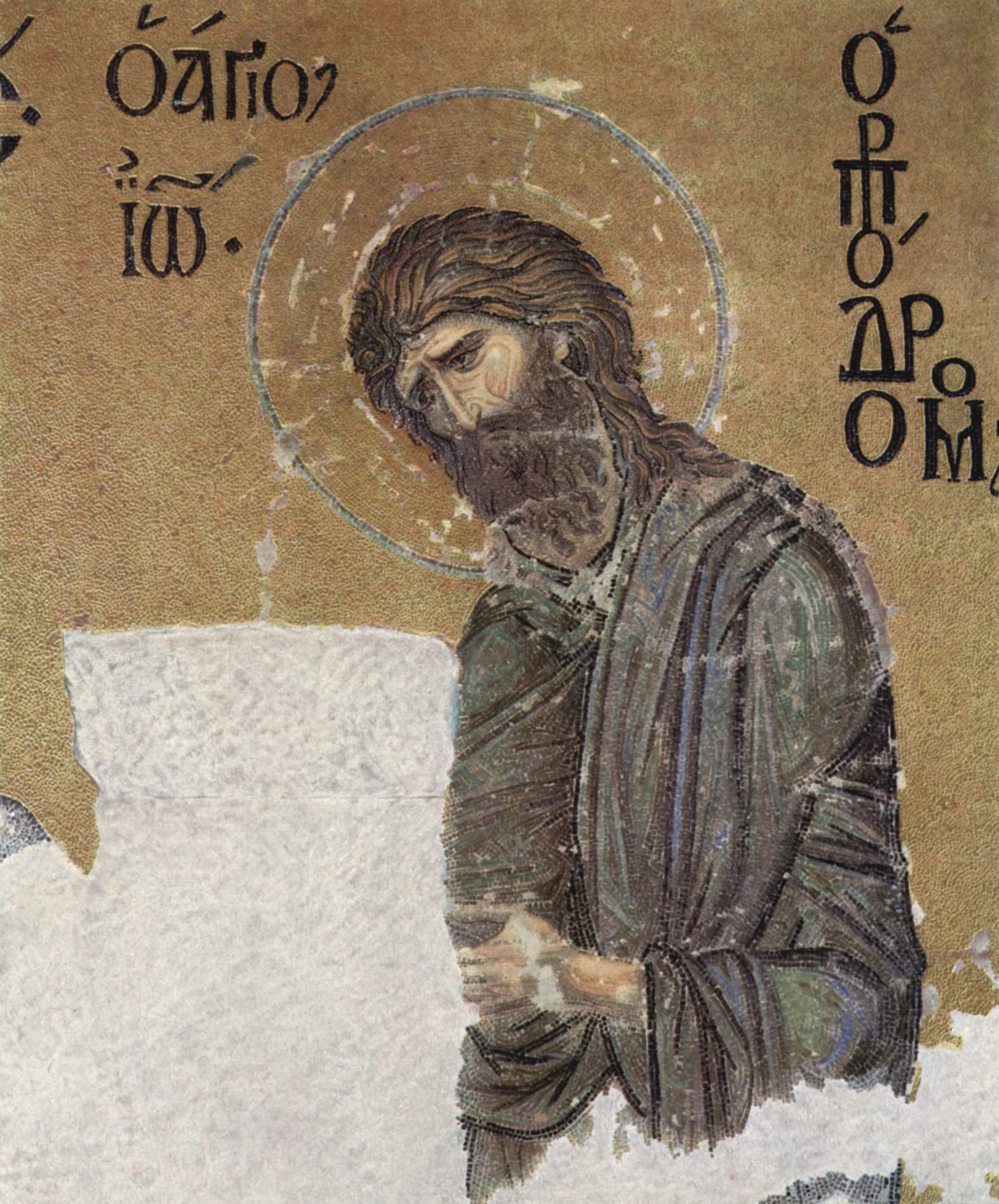
Mosaico bizantino de Santa Sofia representando João Batista, com a inscrição "São João Precursor" em

João Batista (em aramaico: יוחנן בר זכריא; romaniz.: Yōḥannan bar Zəḵaryā; Judeia, século I a.C., c. 28–30) é uma das principais figuras do cristianismo, tendo sido um pregador e profeta itinerante cuja mensagem era baseada no arrependimento, pregando o batismo para a remissão dos pecados, e na anunciação da chegada do messias Jesus Cristo, motivo pelo qual é também conhecido como São João, o Precursor na Igreja Ortodoxa e em outras igrejas cristãs de tradições e ritos orientais. João Batista também é reverenciado como profeta no islã, no judaísmo nazareno, na fé bahá'í, no druzismo e no mandeísmo, considerado pelo último como o messias e o profeta final. É amplamente acreditado como uma figura histórica no meio acadêmico e sua menção em todos os manuscritos conhecidos das Antiguidades dos Judeus de Josefo é considerada pela maioria dos pesquisadores como um texto autêntico, e não uma inserção posterior de escribas cristãos.
Nos evangelhos João Batista é identificado como: o mensageiro enviado por Deus do qual o profeta Malaquias escreveu;  a "voz que clama no deserto" em Isaías; e o profeta Elias que havia de vir antes da era messiânica.

## Títulos
João Batista é venerado por todas as igrejas apostólicas, pelas quais lhe são dados os títulos de santo e mártir. Toda a cristandade, conjuntamente com outras religiões abraâmicas, reverencia João como profeta, porém seus dois títulos mais famosos são "batista" e "precursor", o primeiro, mais popular no cristianismo ocidental, pela sua missão de batizar os arrependidos; e o segundo, mais usado no cristianismo oriental, devido ao seu papel como predecessor de Cristo.
A designação de João Batista como "Precursor" não aparece no Novo Testamento (na verdade, essa designação é aplicada a Jesus Cristo, como visto na Epístola aos Hebreus 6,20). A primeira vez que João Batista foi chamado de "Precursor" foi pelo gnóstico Heraclião no século II, em seu comentário ao Evangelho de João. Posteriormente, essa denominação foi adotada por Clemente de Alexandria e Orígenes, sendo então amplamente difundida através deles.

## Narrativas do Evangelho

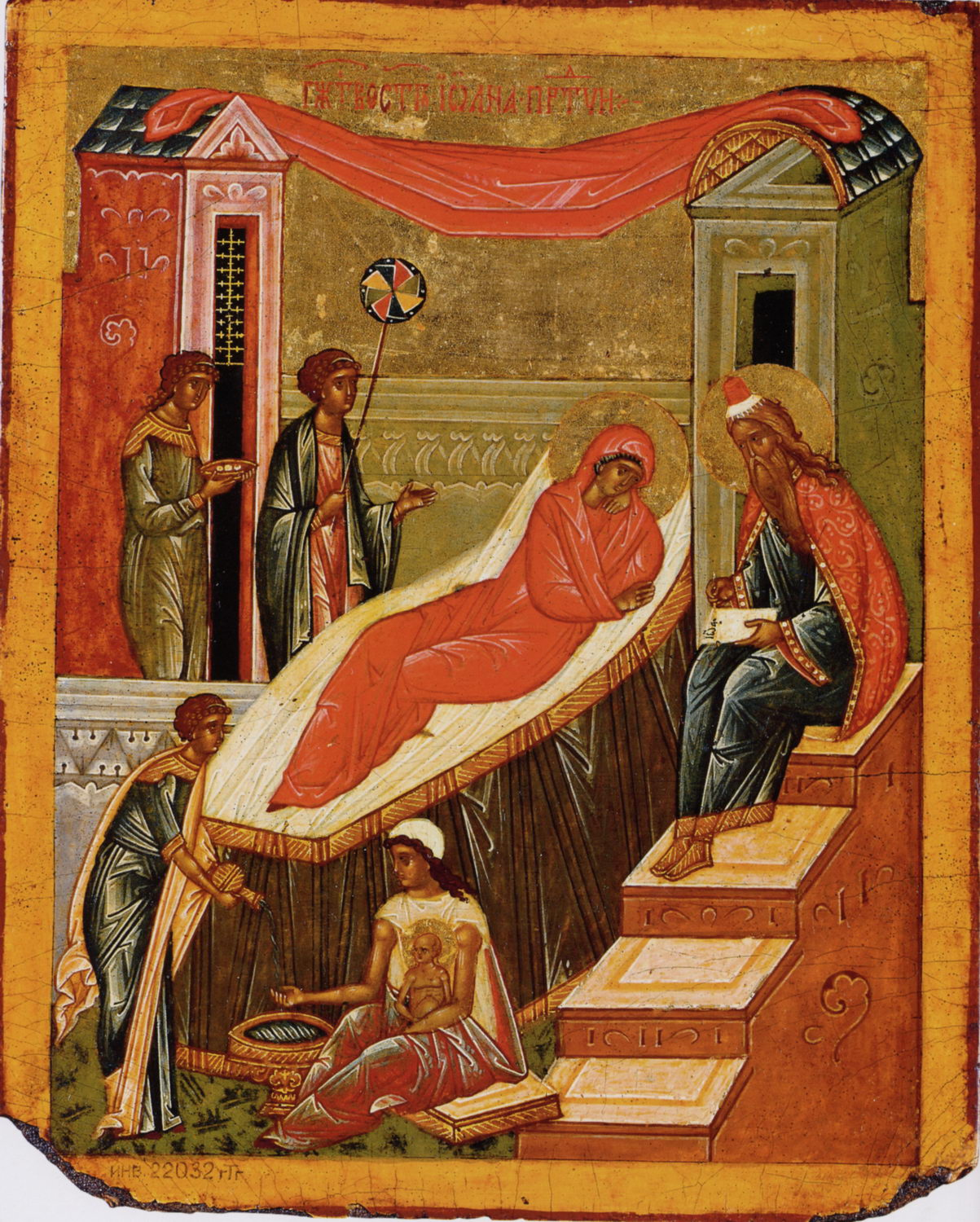
Ícone russo da Natividade de João Batista

### Natividade de João Batista
Lucas é único dos evangelistas a fornecer o relato do nascimento de João, no primeiro capítulo de seu evangelho. Segundo a história ali contada, João era filho de Zacarias, sacerdote do Templo, e de Isabel, prima da Virgem Maria, da família de Arão. O casal viveu durante o tempo do rei Herodes da Judeia. Eles eram justos e devotos, seguiam rigorosamente os mandamentos da Lei mas, apesar de sua piedade, eram idosos e não tinham filhos. A falta de filhos na velhice era considerada uma vergonha para os judeus de sua época e Zacarias rezava para o nascimento de um filho de Isabel.
Durante a semana em que servia no Templo, enquanto queimava incenso Zacarias recebeu uma profecia do arcanjo Gabriel, que anunciou a concepção sua esposa, mesmo em idade avançada. O anjo também revelou que o menino se chamaria João e que seria um grande profeta, que prepararia o caminho para o Messias. Inicialmente, Zacarias duvidou das palavras de Gabriel e ficou mudo como sinal de sua incredulidade, sendo incapaz de abençoar a multidão que o esperava fora do Templo. Gabriel então o advertiu que recuperaria a fala apenas quando o menino nascesse e fosse circuncidado. Depois que Maria descobriu que sua parente Isabel estava grávida, ela veio visitá-la , e aconteceu que, ao ouvir Isabel a saudação de Maria, a criancinha saltou no seu ventre; e Isabel foi cheia do Espírito Santo”.
João finalmente nasceu seis meses antes de seu primo Jesus. No oitavo dia em que teve que ser circuncidado, os vizinhos e parentes se reuniram e quiseram nomear o bebê Zacarias como o pai, porém ele escreveu numa tabuinha: “João é o seu nome”; e no momento seguinte conseguiu falar novamente. O Evangelho menciona brevemente a infância subsequente de João, dizendo que ele “esteve nos desertos até ao dia da sua aparição a Israel”. Mais nada sobre a infância de João é mencionado.

### Ministério
João iniciou sua pregação no décimo quinto ano do reinado do imperador romano Tibério, o que dataria a iniciação de seu ministério entre os anos 28 ou 29 d.c. À mesma época reinava Herodes como tetrarca da Galileia e da Pereia; Filipe, seu irmão, era governante da Itureia; Pôncio Pilatos já era procurador da Judeia e Caifás já atuava como sumo sacerdote de Israel. João levou um estilo de vida ascético no deserto a leste do Jordão, onde foi sua principal área de atuação ministerial. Como alguém que se absteve dos prazeres carnais, sua dieta era composta de gafanhotos kosher e mel silvestre, e suas roupas eram simples vestes de pelos de camelo e um cinto de couro.
A pregação de João Batista, que era realizada por toda a circunvizinhança do Jordão, priorizava o apelo ao arrependimento sincero dos pecados pelo batismo, bem como a chegada do messias e a mensagem escatológica do julgamento de Deus. Suas palavras por muitas vezes acabavam por conflitar com os ensinamentos dos fariseus e saduceus, para quem os seus sermões eram constantemente dirigidos. O seu ministério com o tempo atraiu numerosos seguidores, que era batizados por ele nas águas do rio Jordão. Tornou-se tão popular e admirado que muitos dos seus discípulos imaginavam que ele seria o messias, o que foi negado pelo próprio quando disse: "Eu batizo com água; mas no meio de vós está um a quem vós não conheceis. Este é aquele que vem após mim, que é antes de mim, do qual eu não sou digno de desatar a correia da alparca"; uma fala dirigida aos sacerdotes e levitas enviados dos fariseus, que buscavam testá-lo com indagações pertinazes.

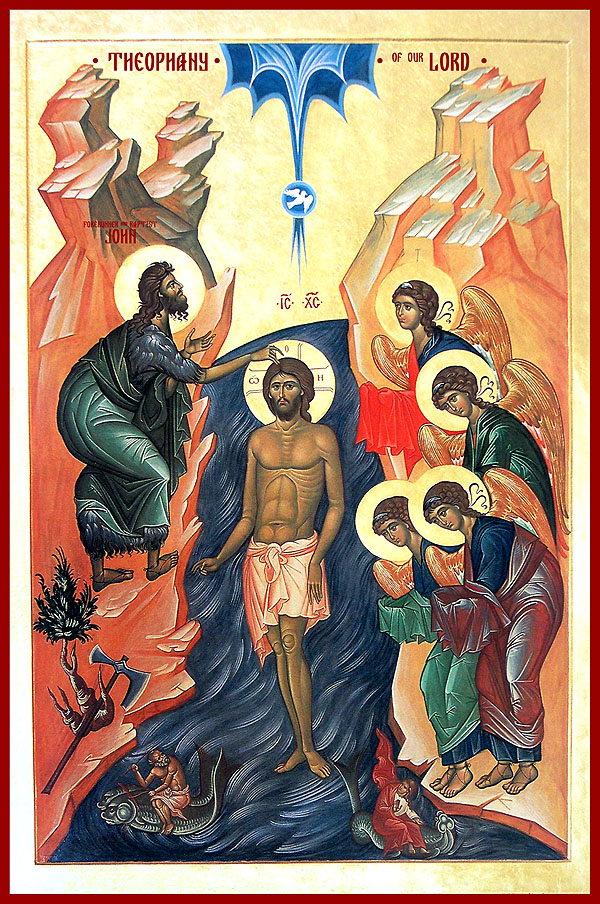
Ícone bizantino do batismo de Cristo

### O batismo de Jesus
O batismo de Cristo por João é um acontecimento narrado nos quatro evangelhos canônicos por ser um evento central na narrativa do Novo Testamento. Jesus, que havia crescido na cidade de Nazaré, na Galileia, decidiu ir ao encontro de seu primo. Apesar de sua natureza sem pecado, Jesus se apresentou a João para ser batizado, o que gerou uma surpresa inicial em João. Segundo o Evangelho de Mateus, João inicialmente relutou em batizar Jesus, afirmando que ele próprio é quem deveria ser batizado por Cristo. No entanto, Jesus insistiu, dizendo que o batismo era necessário para "cumprir toda a justiça". Essa expressão tem sido interpretada como a intenção de Jesus de se identificar com a humanidade pecadora e de seguir o plano de Deus para a salvação. Após a insistência de Jesus, João Batista consentiu e o batizou. De acordo com os relatos, assim que Jesus saiu da água, o céu se abriu, e o Espírito Santo desceu sobre Ele em forma de pomba. Simultaneamente, uma voz do céu declarou: "Este é o meu Filho amado, em quem me comprazo".
O batismo de Jesus por João Batista é um dos eventos mais representados na arte cristã, simbolizando a pureza, o início do ministério de Cristo, e a manifestação da Santíssima Trindade, com a voz do Pai, o Espírito Santo em forma de pomba, e o Filho sendo batizado. O episódio também tem implicações importantes para a doutrina cristã sobre a Trindade, sendo um dos raros momentos nos Evangelhos onde a presença simultânea do Pai, do Filho e do Espírito Santo é explicitamente mencionada.

### Prisão e morte
O aprisionamento de João ocorreu na Pereia, a mando do rei Herodes Antipas, no sexto mês do ano 26 d.C. Foi levado para a fortaleza de Maquero, onde foi mantido por dez meses até ao dia de sua morte. Herodes prendeu João por causa das críticas que este fazia ao seu relacionamento com Herodias, a esposa de seu meio-irmão Filipe. João condenava abertamente o casamento de Herodes com Herodias, que era considerado ilícito de acordo com as leis judaicas, já que Herodias ainda era esposa de Filipe, enquanto Filipe estava vivo. Herodias, ressentida com as acusações de João, procurava uma maneira de silenciá-lo definitivamente. João Batista foi aprisionado em Maqueronte, uma das fortalezas de Herodes localizada em Pereia, a leste do Mar Morto. Durante seu tempo na prisão, João continuou a influenciar seus discípulos e até mesmo enviou alguns deles para perguntar a Jesus se Ele era "aquele que haveria de vir" ou se deveriam esperar outro (Mateus 11:2-3; Lucas 7:18-19). Esse questionamento é interpretado por alguns como um reflexo da expectativa messiânica da época e das dúvidas que surgiram durante o encarceramento de João.
Durante a celebração do aniversário de Herodes, Salomé, filha de Herodias, dançou diante de Herodes e seus convidados, agradando tanto o tetrarca que ele prometeu a conceder qualquer pedido, "até metade do meu reino" (Marcos 6:22-23; Mateus 14:6-7). Instigada por sua mãe, Salomé pediu a cabeça de João Batista em um prato. Embora Herodes tenha ficado perturbado com o pedido, ele não quis recusar publicamente devido ao juramento que havia feito na presença de seus convidados. Assim, ele ordenou que João fosse decapitado na prisão. Os discípulos de João trataram do sepultamento do seu corpo e de anunciar a sua morte ao seu primo Jesus.

## João Batista no Judaísmo
Flávio Josefo, historiador do século I d.C., relacionou a derrota do exército de Herodes frente a Aretas IV, rei da Nabateia, com a prisão e morte de João Baptista — um homem consagrado, que pregava a purificação pelo baptismo. Flávio Josefo refere também que o povo se reunia em grande número para ouvir João Baptista, e Herodes temeu que João pudesse liderar uma rebelião, mandando prendê-lo na prisão de Maqueronte e matando-o em seguida.

## João Batista no Espiritismo
Para alguns espíritas, Elias reencarnou como João Batista. Mais tarde, teve outras experiências reencarnatórias, como sacerdote druida entre o povo celta, na Bretanha. Depois, como o reformador Jan Hus (1369-1415), na Boêmia. Na França foi Hippolyte Léon Denizard Rivail (1804-1869), que utilizava o pseudónimo Allan Kardec como codificador do espiritismo. No Brasil, foi José de Anchieta (1534-1597), sendo sua última existência corpórea como Chico Xavier (1910-2002). 
João Batista é um símbolo de desapego ao poder. Podia ter usurpado a fama e grande admiração de Cristo, mas optou pela humildade.

## Nabi Iáia no Islão
Conhecido como Nabi Iáia ibne Zacaria — Profeta João, filho de Zacarias — ambos são reconhecidos como sendo Profetas do islão. Os muçulmanos acreditam ter sido uma testemunha de Alá, que profetizou a vinda de Issa (Jesus). Dentro da sua tradição, os islâmicos acreditam que Iáia foi um dos profetas que Maomé conheceu na noite de Mi'raj. De acordo com o Alcorão, Iáia era benevolente, sábio, puro e gentil com os pais, que diligentemente praticava os mandamentos do Torá.

## João Batista na Fé Bahá'í
Os bahá'ís consideram que João foi um profeta de Deus que, como todos os outros profetas, foi enviado para instilar o conhecimento de Deus, promover a unidade entre as pessoas do mundo e mostrar às pessoas a maneira correta de viver. Segundo os Bahá'ís, João era um profeta menor.

## Cronologia
Pelos cálculos de James Ussher, Herodes, cognominado “o Grande” passou a governar a Galileia aos vinte e cinco anos de idade, subordinado ao seu pai Antípatro, em 47 a.C. Em 46 a.C., após corromper o governador romano da Síria Sexto Júlio César Herodes tornou-se governador da Celessíria.
Após a morte de seu pai em 43 a.C., da revolta contra os romanos de Aristóbulo II e seus filhos, a partir de 42 a.C., e da invasão dos partas em 40 a.C., Herodes conseguiu o apoio de Marco António, e tornou-se rei da Judeia em 37 a.C., recebendo, depois, de Augusto, várias províncias adjacentes. Herodes morreu por volta do dia 25 de novembro do ano 4 a.C., após haver sido declarado rei por trinta e sete anos (desde 40 a.C.) e tendo reinado, de facto, por trinta e quatro anos.
Houve vários censos feitos no Império Romano durante o reinado de Augusto. O segundo censo ocorreu em 8 a.C., e o terceiro censo em 5 d.C. Segundo Ussher, o censo referido na Bíblia e que permite a datação do nascimento de Jesus não foi nenhum destes, mas um decreto de Augusto de 5 a.C. que ordenava a taxação de todo o Império Romano, e que ocorreu quando Cirênio (Públio Sulpício Quirino, que fora cônsul romano sete anos antes) era governador da Síria.
Ainda segundo Ussher, Jesus nasceu no ano seguinte a esta ordem de Augusto de cobrar impostos, e no mesmo ano em que Herodes morreu. João Batista nasceu seis meses antes, em 5 a.C.

## Celebrações

### Festas denominacionais
As festas cristãs associadas a São João Batista e Precursor são celebradas em dias diferentes por diferentes denominações e são dedicadas à sua concepção, nascimento e morte, bem como em correlação com o batismo de Jesus. A Igreja Oriental tem dias festivos para o achado de sua cabeça (primeiro, segundo e terceiro achados), bem como para seus pais, Isabel e Zacarias. Na Igreja Ortodoxa Russa, há um dia festivo para a Transferência da Mão Direita do Precursor de Malta para Gatchina.

### Associação com o solstício de verão
A Festa da Natividade de São João coincide estreitamente com o solstício de junho, também conhecido como Solstício de Verão no Hemisfério Norte. O dia santo cristão é fixado em 24 de junho; mas na maioria dos países as festividades são realizadas principalmente na noite anterior, na véspera de São João. "Na Inglaterra, a 'Maré de São João' é combinada com uma celebração de solstício de verão. Em vez da data do solstício de verão, eles escolheram 24 de junho. Isso pode ser devido às próprias palavras de João Batista: 'É necessário que ele cresça, mas que eu diminua' (João 3:30). João estava, é claro, se referindo a Jesus. O dia de João ocorre no momento em que o sol começa a diminuir..."

### Santo padroeiro e festivais locais

#### Américas

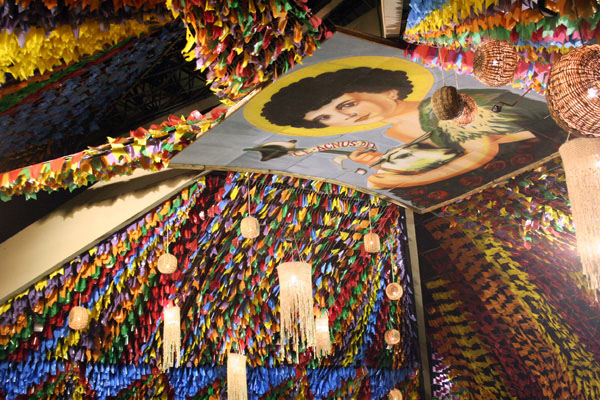
Festa de São João de Campina Grande, na Paraíba, Brasil.

O Dia de São João, comemorado em 24 de junho, é uma das datas mais importantes das tradicionais festas juninas do Brasil. Essas festividades estão profundamente enraizadas na patrimônio rural do país e nas tradições católicas, homenageando São João Batista.  Em todo o Brasil, especialmente no Nordeste, cidades como Campina Grande e Caruaru, realizam grandes celebrações com fogueiras, quadrilhas, roupas coloridas, fogos de artifício e comidas típicas, especialmente feitas de milho e amendoim, como a "pamonha", a "canjica" e o "pé-de-moleque". No Norte, particularmente no estado do Amazonas, o Festival de Parintins acrescenta uma dimensão única às celebrações juninas com o folclore do "Boi-Bumbá", que apresenta releituras teatrais de mitos amazônicos, misturando elementos culturais indígenas, africanos e europeus. Mais do que uma celebração religiosa, a "Festa de São João" representa uma expressão vibrante do folclore brasileiro, reforçando laços comunitários e celebrando as diversas identidades culturais que moldam a nação.
São João Batista é o padroeiro da Comunidade de Porto Rico e de sua capital, San Juan. Em 1521, a ilha recebeu seu nome formal, "San Juan Bautista de Puerto Rico", seguindo o costume de batizar uma cidade com seu nome formal e o nome que Cristóvão Colombo originalmente dera à ilha. Os nomes "San Juan Bautista" e "Porto Rico" acabaram sendo usados em referência tanto à cidade quanto à ilha, levando a uma inversão de terminologia pela maioria dos habitantes, em grande parte devido a um erro cartográfico.  Em 1746, o nome da cidade ("Porto Rico") tornou-se o de toda a ilha, enquanto o nome da ilha ("San Juan Bautista") tornou-se o da cidade. A lema oficial de Porto Rico também faz referência ao santo: Joannes Est Nomen Eius.
Ele também é padroeiro do Canadá Francês e da Terra Nova. As cidades canadenses de St. John's, Terra Nova (1497), Saint John, Nova Brunswick (1604) e Saint-Jean-sur-Richelieu, Quebec (1665), foram todas nomeadas em sua homenagem. Seu dia festivo, 24 de junho, é celebrado oficialmente em Quebec como a Fête Nationale du Québec e, anteriormente, era celebrado em Terra Nova como o Dia da Descoberta.
Ele também é patrono da Diocese Católica Romana de Charleston, que abrange toda a Carolina do Sul nos Estados Unidos.

### Oriente Médio

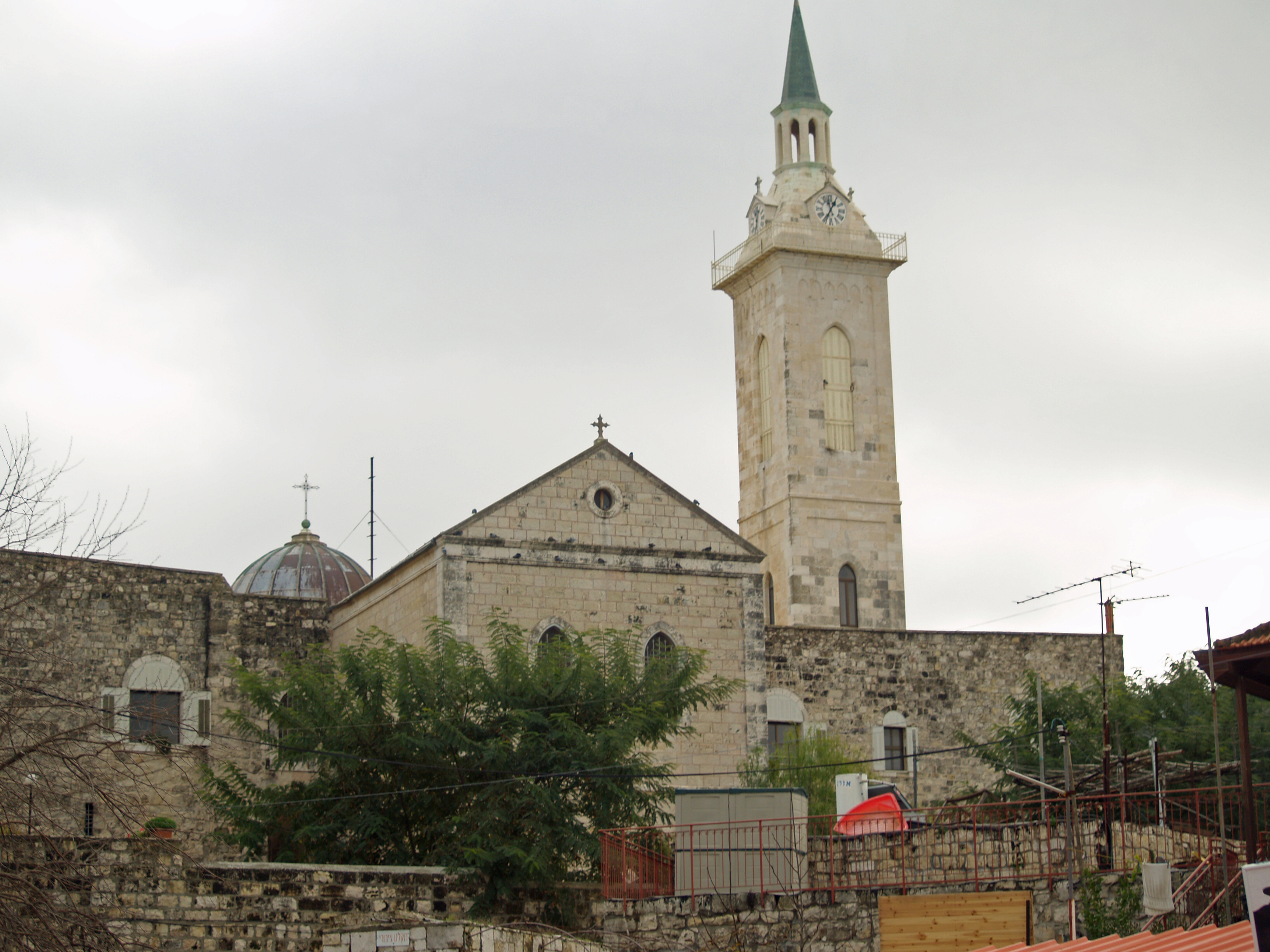
Igreja católica em seu local de nascimento em Ein Kerem, na Jerusalém Ocidental, atual Israel.

Diz-se que a decapitação de São João Batista ocorreu em Maquero, na Jordânia central.

### Europa

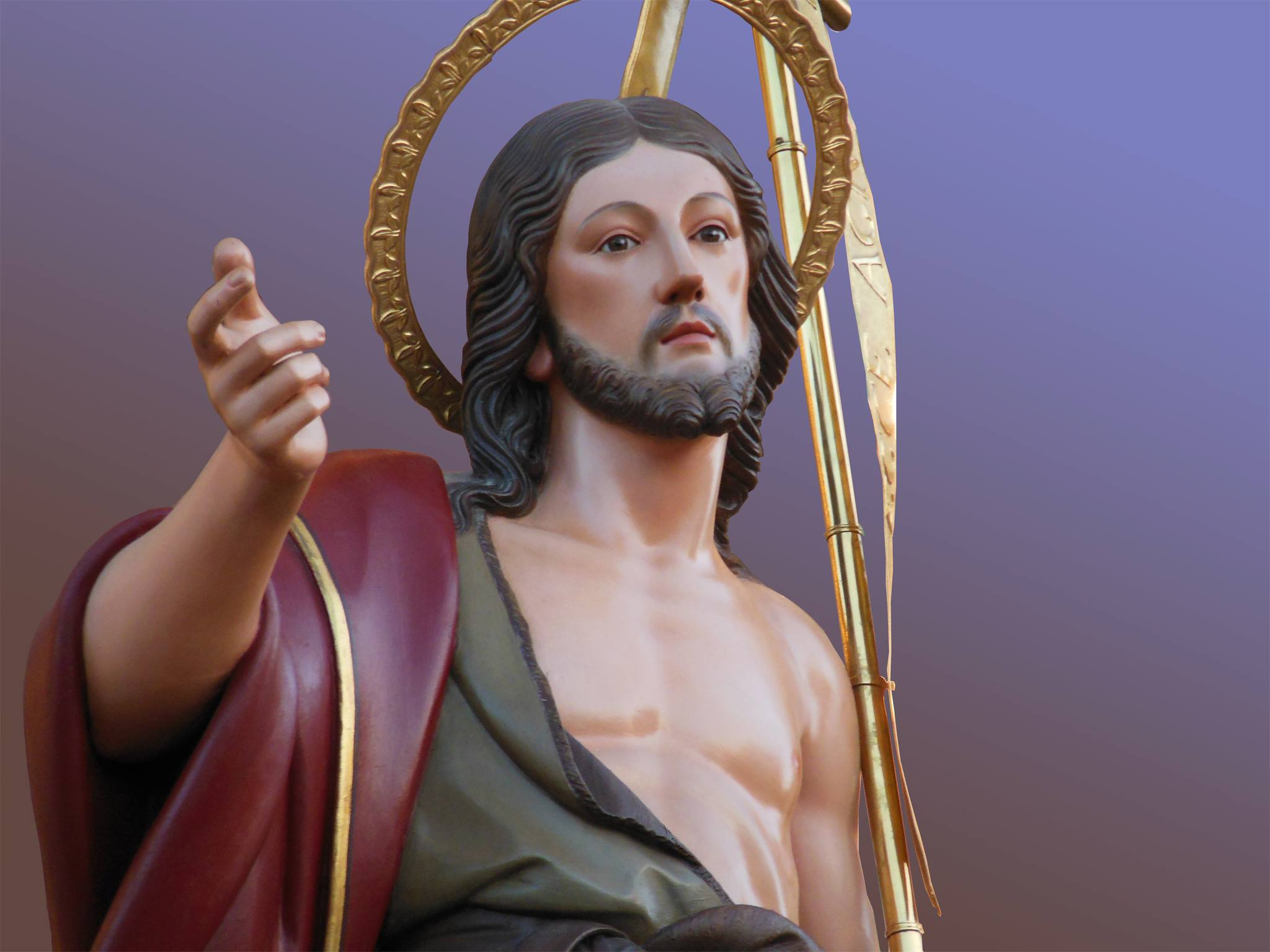
Imagem de madeira, Pietro Paolo Azzopardi, 1845, Xewkija, em Malta.

Na Espanha, São João era venerado durante a festa da Alhansara em Granada, e também em Gaztelugatxe.
No Reino Unido, São João é o padroeiro de Penzance, Cornwall. Na Escócia, ele é o padroeiro de Perth, que antigamente era conhecida como Igreja de São João de Perth. A principal igreja da cidade ainda é a medieval Igreja de São João Batista, e o clube de futebol profissional da cidade se chama St Johnstone F.C..
Além disso, na noite de 23 para 24 de junho, São João é celebrado como padroeiro do Porto, a segunda maior cidade de Portugal. Um artigo de junho de 2004 no The Guardian observou que "a Festa de São João do Porto é uma das festas de rua mais animadas da Europa, mas é relativamente desconhecida fora do país".
Como padroeiro da Ordem original dos Cavaleiros do Hospital de São João, ele é o padroeiro dos Cavaleiros Hospitalários de Jerusalém, Malta, Florença, Cesena, Turim e Gênova, Itália; bem como de Malta como um todo e de Xewkija e Gozo em Malta, que o lembram com uma grande festa no domingo mais próximo de 24 de junho.

### Sudeste Asiático
Calamba, Laguna, Calumpit, Bulacan, Balayan, e Lian em Batangas, Sipocot, e San Fernando em Camarines Sur, Daet, Camarines Norte, San Juan, Metro Manila, Tabuelan,  Cebu, Jimenez, Misamis Occidental, Badiangan, Banate, Dingle, Igbaras, e Sara em Iloilo e os mais antigos em Taytay Rizal estão entre vários lugares nas Filipinas que  veneram João como o padroeiro da cidade. Uma prática comum em muitas festas filipinas em sua homenagem é o banho e a imersão das pessoas em memória do ato icônico de João. O costume é semelhante em forma ao Songkran e ao Holi, e serve como um refúgio divertido do intenso calor tropical. Embora famosa pelo Nazareno Negro que consagra, a Igreja de Quiapo em Manila é, na verdade, dedicada a São João.

### Ordens e sociedades
Várias ordens religiosas que incluem ou incluíram em seus nomes uma menção a João Batista foram chamadas de Batistas.
João Batista é o patrono que dá nome aos Cavaleiros Hospitalários, ou também chamados de Cavaleiros de São João.
Junto com João Evangelista, João Batista é reivindicado como santo padroeiro pela sociedade fraternal dos maçons.